# Іня (нижня притока Обі)
Іня́ (рос. Иня́) — річка у Росії, права притока Обі.

## Географія
Її витік знаходиться на південних схилах Тараданівського увалу (центральна частина Кузбасу) у Крапивинському районі Кемеровської області, біля села Інюшка на висоті 260 м над рівнем моря. Від витоку вона спочатку тече на південь і захід; біля міста Бєлово північні відроги Салаїрського кряжу змушують її повернути на північний захід. На цьому відрізку її підживлюють численні ліві притоки, що течуть з Салаїрського кряжу: Бачат, Ур, Касьма, Тарсьма, Ізили та інші. Біля межі Кемеровської та Новосибірської областями її напрямок змінюється на західний, а пізніше — на південно-західний. Іня впадає в Об в межах Новосибірська, приблизно за 5 км на південь від його центра (висота над рівнем моря 93 м). Біля гирла її русло має 60 м завширшки і глибину близько 1,5 м; швидкість плину 0,2 м/с.
Площа басейну Іні становить 17 600 км². Іня має рівнинний характер практично на всьому протязі. Її долина добре розвинена, а русло звивисте з великою кількістю стариць, заплавних озер і меандрів. Правий берег Іні на значному протязі істотно вищій і крутіший за лівий, подекуди створюючи тераси. Під час повеней Іня та її притоки сильно розливаються, і тоді її ширина може сягати 3 км.
Середньорічний стік Іні, виміряний у селі Берьозовка, за 30 км від гирла, становить 45,6 м³/c; мінімум стоку спостерігається у лютому (8,6 м³/c), максимум — у травні (195 м³/c). Іня замерзає на початку листопада і скресає в середині квітня.
Під час високого рівня води Іня та її притоки можуть використовуватись для лісосплаву.
Неподалік міста Бєлово в Кемеровській області на річці існує невелике водосховище, яке слугує водоймою-охолоджувачем для Бєловської ДРЕС. Водосховище площею 13,6 км² було створене в 1964 році і має середню глибину 4,4 м.

## Населенні пункти
На річці розташовані міста Полисаєво, Ленінськ-Кузнецький (Кемеровська область) і Тогучин (Новосибірська область). Іня тече по густозаселеній місцевості і перетинається численними залізничними та автомобільними мостами. У межах Новосибірська біля гирла Іню перетинає залізниця Новосибірськ — Барнаул і федеральна автотраса М52 Новосибірськ — монгольський кордон (Чуйський тракт). Залізниця Новосибірськ — Новокузнецьк протягом майже всього шляху пролягає удовж Іні її лівим берегом.